# Linselles
Linselles est une commune française du département du Nord et de la région Hauts-de-France. Elle fait partie de la Métropole européenne de Lille. Ses habitants sont appelés les Linsellois(ses).

## Géographie
Au nord de Lille (12 km) et à l'ouest de Tourcoing (6 km), elle se trouve dans le canton, Tourcoing-Nord et est membre de Lille métropole communauté urbaine.
La Chatellenie de Lille, citée en 1039, était divisée en 6 quartiers et Linselles se situait en celui du Ferrain.
Linselles, avec un peu plus de 8 000 habitants, appartient à un bassin de population de près de 90 000 habitants du versant nord de la métropole lilloise. Elle voisine la Belgique.
Linselles s'est formée sur une pointe de terre « Le Caillou » et est arrosée par la Deûle et la Lys. On distingue deux parties : * la partie centrale en étoile ; * la partie près de la Place, avec ses maisons datant du XVIIIe siècle.

### Communes limitrophes
| Comines           | Wervicq-Sud Bousbecque |       |
|                   | Linselles              | Roncq |
| Quesnoy-sur-Deûle | Wambrechies Bondues    |       |

### Hydrographie

#### Réseau hydrographique
La commune est située dans le bassin Artois-Picardie. Elle est drainée par le ruisseau Riez, la Becque, la Becque de prés bévin, le Fort Debout et divers autres petits cours d'eau,.

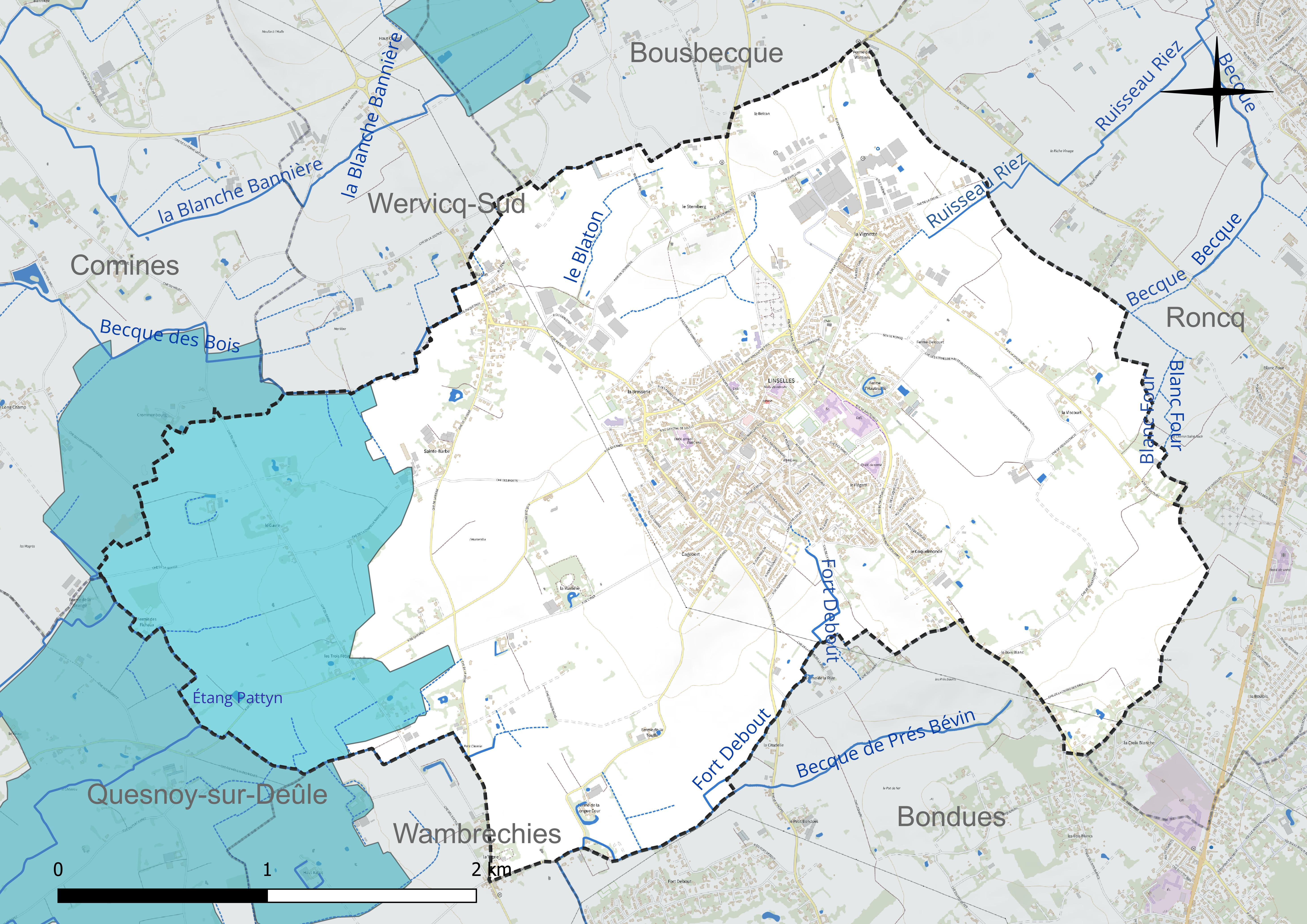
Réseau hydrographique de Linselles.

Un plan d'eau complète le réseau hydrographique : l'étang Pattyn (0,2 ha),.

#### Gestion et qualité des eaux
Le territoire communal est couvert par le schéma d'aménagement et de gestion des eaux (SAGE) « Marque Deûle ». Ce document de planification concerne un territoire de 1 120 km2 de superficie, délimité par les bassins versants de la Marque et de la Deûle, formant une vaste cuvette sédimentaire de 40 km de long et de 25 km de large, où la pente est très faible. Le périmètre a été arrêté le 2 décembre 2005 et le SAGE proprement dit a été approuvé le 9 mars 2020. La structure porteuse de l'élaboration et de la mise en œuvre est la Métropole européenne de Lille.
La qualité des cours d'eau peut être consultée sur un site dédié géré par les agences de l'eau et l'Agence française pour la biodiversité.

### Climat
Pour des articles plus généraux, voir Climat des Hauts-de-France et Climat du Nord.
En 2010, le climat de la commune est de type climat océanique dégradé des plaines du Centre et du Nord, selon une étude du CNRS s'appuyant sur une série de données couvrant la période 1971-2000. En 2020, Météo-France publie une typologie des climats de la France métropolitaine dans laquelle la commune est exposée à un climat océanique et est dans la région climatique  Nord-est du bassin Parisien, caractérisée par un ensoleillement médiocre, une pluviométrie moyenne régulièrement répartie au cours de l'année et un hiver froid (3 °C).
Pour la période 1971-2000, la température annuelle moyenne est de 10,7 °C, avec une amplitude thermique annuelle de 14,4 °C. Le cumul annuel moyen de précipitations est de 680 mm, avec 12 jours de précipitations en janvier et 9 jours en juillet. Pour la période 1991-2020, la température moyenne annuelle observée sur la station météorologique la plus proche, située sur la commune de Lesquin à 16 km à vol d'oiseau, est de 11,3 °C et le cumul annuel moyen de précipitations est de 740,0 mm,. Pour l'avenir, les paramètres climatiques de la commune estimés pour 2050 selon différents scénarios d'émission de gaz à effet de serre sont consultables sur un site dédié publié par Météo-France en novembre 2022.

## Urbanisme

### Typologie
Au 1er janvier 2024, Linselles est catégorisée centre urbain intermédiaire, selon la nouvelle grille communale de densité à sept niveaux définie par l'Insee en 2022.
Elle appartient à l'unité urbaine de Lille (partie française), une agglomération internationale regroupant 60  communes, dont elle est une commune de la banlieue,,. Par ailleurs la commune fait partie de l'aire d'attraction de Lille (partie française), dont elle est une commune de la couronne,. Cette aire, qui regroupe 201 communes, est catégorisée dans les aires de 700 000 habitants ou plus (hors Paris),.

### Occupation des sols
L'occupation des sols de la commune, telle qu'elle ressort de la base de données européenne d'occupation biophysique des sols Corine Land Cover (CLC), est marquée par l'importance des territoires agricoles (79,8 % en 2018), en diminution par rapport à 1990 (82,4 %). La répartition détaillée en 2018 est la suivante : 
terres arables (79,8 %), zones urbanisées (18 %), zones industrielles ou commerciales et réseaux de communication (2,3 %). L'évolution de l'occupation des sols de la commune et de ses infrastructures peut être observée sur les différentes représentations cartographiques du territoire : la carte de Cassini (XVIIIe siècle), la carte d'état-major (1820-1866) et les cartes ou photos aériennes de l'IGN pour la période actuelle (1950 à aujourd'hui).

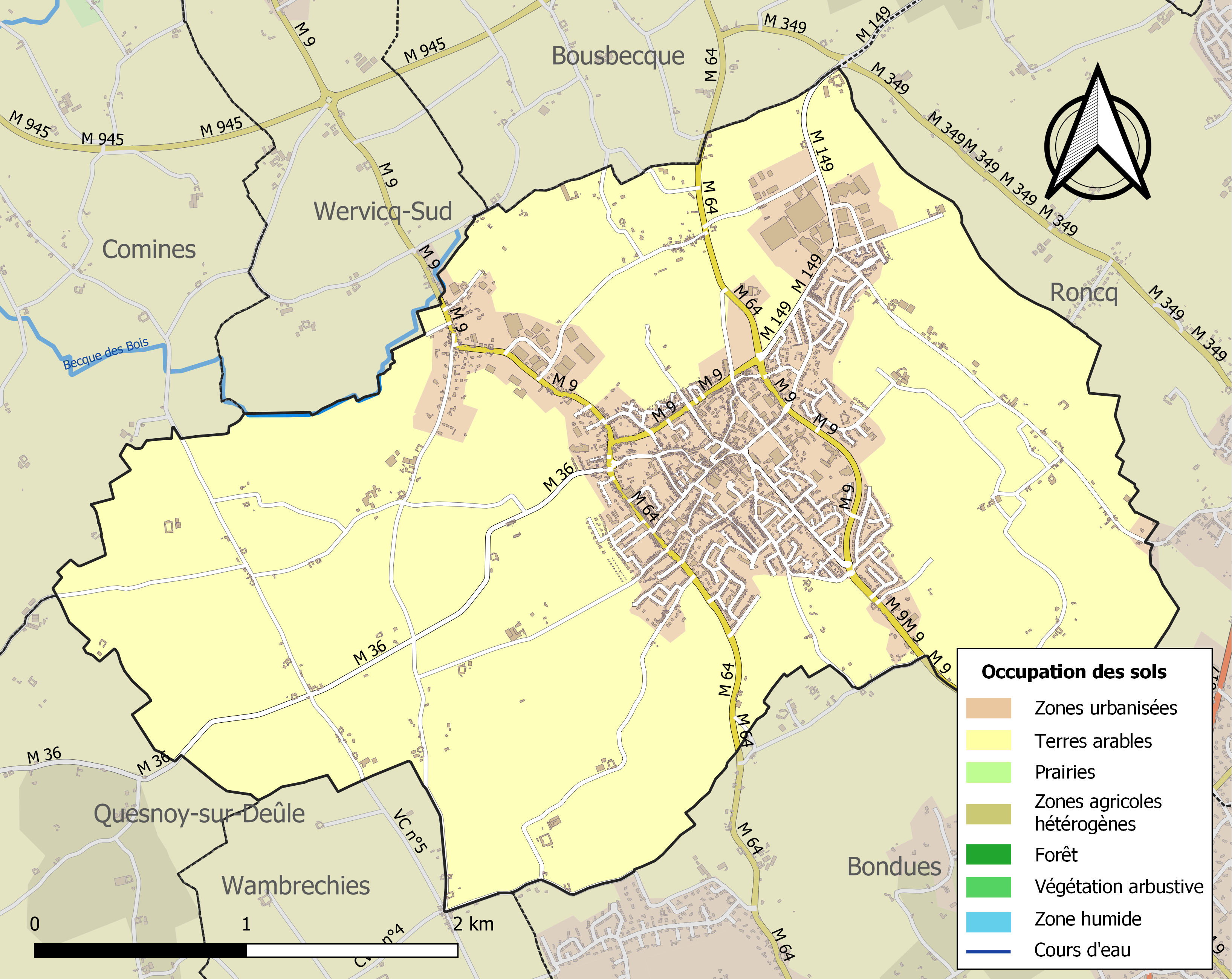
Carte des infrastructures et de l'occupation des sols de la commune en 2018 (CLC).

### Voies de communication et transports
La commune est desservie, en 2023, par les lignes 86, 87, 940, 941, 942, 943, 944, 978 et par la ligne de transport à la demande 24R du réseau Ilévia.

## Toponymie
Leinseele en flamand.
Lentsales (890), Lincelis (1156).

## Histoire

### Avant la Révolution française
Lentsales pourrait être le premier nom de la ville cité en 867 dans un diplôme du Roi de France Charles II le Chauve, petit-fils de Charlemagne. La forme latine « Lencelam » apparaît en 1114. Le comte de Flandre Baudouin VII confirme la perception de la dîme sur des terres à Linselles au profit de l'abbaye de Zonnebeke en Belgique.
Josse d'Halluin, époux de Jeanne de Wazier, fille du premier seigneur connu, accorde en 1363 aux gens de Linselles, le droit de fabriquer des draps de laine et d'y apposer leur sceau. Ce privilège drapier prouve l'existence d'une fabrication textile prospère. Les draps de Linselles et de la vallée de Lys étaient exportés en Allemagne du Nord dans les villes de la Hanse.
Au XVIe siècle, la réforme protestante étant combattue par les Espagnols, l'église est saccagée par les gueux et ses archives perdues. Philippe de Mérode, gouverneur de Tournai, obtient du Roi d'Espagne, en 1622, le droit de faire figurer ses armes sur le sceau de Linselles où elles resteront jusqu'en 1791.
Louis XIV chasse les Espagnols de Lille. Après avoir été flamande, bourguignonne, espagnole, Linselles rejoint, en 1668, le royaume de France mais conserve ses privilèges de Terre Franche. La seigneurie est transmise à la famille le Vilain de Gand.

#### Seigneurie des Wattines
À côté de la seigneurie de Linselles, existait sur la paroisse avant la Révolution française, la seigneurie des Wattines. Au XVIIe siècle, elle est détenue par la famille Ingiliard.
Édouard Ier Ingiliard (1620-après 1703), seigneur des Wattines, des Pretz, est le fils de Julien Ingiliard, marchand et bourgeois de Lille et de Françoise Mans ou Maus. Baptisé à Lille le 26 avril 1620, il est également seigneur du Plouy. Bourgeois de Lille le 2 mars 1672, il devient échevin de Lille de 1672 à 1692, est créé trésorier de France au bureau des finances de la généralité de Lille en janvier 1693 et le reste jusqu'en 1703. Anobli par lettres données à Versailles en juillet 1697 en même temps que cinq cents personnes et contre financement, il reçoit confirmation de sa noblesse le 27 mai 1706, moyennant le versement de 3000 livres. Il meurt après 1703. Il épouse à Lille La Madeleine le 27 janvier 1672 Marie-Catherine (ou Christine) Fruict (1642-1714), fille de Romain et de Catherine Potteau. Elle est baptisée à Lille le 29 décembre 1742 et meurt le 29 avril 1714,.
Édouard II Ingiliard, fils d'Édouard Ier, est écuyer, seigneur des Wattines, de la Mairie, du Plouich à Pérenchies, de Fromelles, de Maisnil. Il devient bourgeois de Lille le 16 janvier 1698. Il est créé chevalier le 3 février 1719. Il meurt à Lille le 11 juillet 1745. Il épouse à Lille après contrat le 1er octobre 1697 Marie-Catherine-Thérèse de Fourmestraux (1680-1723), fille de Paul, écuyer, seigneur de Canteleu, et de Jeanne-Claire de Blondel. Elle est baptisée à Lille le 21 septembre 1680 et y meurt le 26 juin 1723,.
Eugène-Marie Ingiliard (1701-1778), fils d'Édouard II Ingiliard, est baptisé à Lille le 18 février 1701). Il est chevalier, seigneur des Wattines, capitaine au régiment de Bretagne, puis lieutenant-colonel du régiment de Bourgogne cavalerie, chevalier de Saint-Louis, grand bailli et député ordinaire des États de Flandre wallonne, bourgeois de Lille le 2 août 1738. Il meurt à Lille le 7 juillet 1778. Eugène-Marie épouse à Lille le 8 juillet 1738 Marie-Anne Desbuissons (1696-1758), dame de Canteleu, fille d'Eugène-Marie, écuyer, seigneur de la Bretagne, bourgeois de Lille, échevin, rewart (responsable de la police), mayeur de Lille et de Marie-Anne de Fourmestraux (Marie-Anne est la sœur de l'épouse d'Édouard II; Eugène-Marie épouse sa cousine),. Leur fils Eugène-Marie-Édouard, seigneur de la Bretagne, grand bailli des États de Lille épouse en 1761 Catherine-Albertine-Joseph Ingiliard, sa cousine, fille d'Édouard-Paul Ingiliard, seigneur de Fromelles. Leur fille Marie-Anne-Françoise Ingiliard épouse de Jean-Baptiste-François-Nicolas Deforest, seigneur de Quartdeville est la mère d' Eugène-Alexandre-Nicolas Deforest de Quartdeville.

#### Seigneurie des Escalus
La seigneurie des Escalus est une autre seigneurie située sur Linselles.
Jean-Baptiste Aronio (1651-1723), fils de Jean-Augustin Aronio, natif de Gênes, bourgeois de Lille, et de Marie-Madeleine Tesson est seigneur des Escalus à Linselles. Il est baptisé à Lille le 28 mai 1651 et y meurt le 17 juin 1723, à 72 ans. Il est bourgeois de Lille le 25 janvier 1683, devient trésorier de France au bureau des finances de la généralité de Lille le 6 février 1693, ce qui lui donne à titre personnel (non héréditaire, non transmissible) le titre de chevalier. Il garde cette fonction jusqu'au 12 mai 1721 et obtient la noblesse à titre héréditaire, du fait de l'exercice de sa charge pendant plus de vingt ans. Il épouse le 17 octobre 1683 Élisabeth-Balduine de Surmont, fille de Philippe et de Marie-Balduine Vanalkemade. Son épouse meurt le 1er janvier 1709.
Wallerand-Augustin Aronio (1685-1754), fils de Jean-Baptiste, est seigneur des Escalus après son père. Il est baptisé à Lille le 8 septembre 1685 et meurt célibataire à Lille le 25 mars 1754, à 68 ans.

#### Seigneurie du Cappe
Charles Muyssart (1625-1686) est seigneur du Pret et du Cappe sur Linselles. Fils de Maximilien, seigneur d'Esteveles, de Try, licencié es lois, bourgeois de Lille, conseiller assesseur en la Gouvernance de Lille, et de Anne Miroul, il nait en 1625. Il devient bourgeois de Lille le 8 avril 1652, conseiller pensionnaire des États de la Flandre wallonne, nommé le 8 juin 1668 conseiller au Conseil souverain de Flandre, mort doyen des conseillers le 20 septembre 1686 à Tournai, est enterré dans l' Église Saint-Brice de Tournai. Il épouse à Lille le 6 mars 1652 Marie-Agnès le Fort (1630-1701), fille d'Antoine et de Marguerite du Bois. Baptisée à Lille le 2 février 1630, elle meurt le 14 décembre 1701, est inhumée dans la chapelle du nom de Jésus dans l'église Saint-Étienne de Lille.
François Muyssart Ier (1662-1737), fils de Charles est seigneur de Cappe après son père. Baptisé à Lille le 14 juin 1662, il devient cornette au régiment de Lumbres cavalerie, puis capitaine de dragons au service de la république de Venise, bourgeois de Lille le 31 octobre 1692, mayeur et rewart (régent chargé de la police) de Lille. Il meurt à Lille le 24 mars 1737. Il prend pour femme à Lille le 30 juin 1692 Barbe-Constance Verdière (1657-1710), fille de Charles et d'Anne Parent. Baptisée à Lille le 7 mai 1657, l'épouse meurt à Lille le 28 juillet 1710.
Marie-Agnès-Joseph Muyssart (1693-1766), fille de François Ier, est dame (les hommes sont seigneur de, les femmes sont dame de) du Cappe. Baptisée à Lille le 10 octobre 1693, elle meurt le 16 août 1766, est inhumée dans la collégiale Saint-Pierre de Lille. Elle épouse dans cette église le 30 juillet 1715, Louis-Joseph Cardon de Garsignies (1680-1760), fils de Jean-Baptiste, seigneur du Fermont et de Marie-Brigitte Scherer. Son père s'oppose au mariage. Marie-Agnès persiste, passe de couvent en couvent jusqu'à ce que le magistrat de Lille autorise l'union. Baptisé à Lille le 15 juin 1680, l'époux devient bourgeois de Lille le 4 novembre 1715, receveur des Vieillettes (hôpital Sainte-Catherine de Sienne) de 1714 à 1740, conseiller secrétaire du roi, gouverneur de La Gorgue. Il meurt le 2 août 1760, à 80 ans, est inhumé dans la collégiale Saint-Pierre de Lille.
Henri-Charles-François Muyssart (1694-1777), écuyer, seigneur des Obeaux, du Chevresis (La Ferté-Chevresis), du Cappe, est fils de François Ier, et frère de Marie-Agnès-Joseph. Baptisé à Lille le 18 novembre 1694, il devient officier aux mousquetaires du roi, bourgeois de Lille le 20 mai 1721, grand baillii des États de Lille, Douai, Orchies  (Flandre Wallonne) le 7 octobre 1739. Il meurt à Lille le 18 octobre 1777 à 82 ans. Il prend pour femme à Lille le 22 avril 1721 Marie-Élisabeth Boutillier (1688-1757), fille de Marc-Antoine, écuyer, seigneur de Ghelles, marchand, bourgeois de Lille, nommé contrôleur ordinaire des guerres le 16 janvier 1707, anobli par l'achat d'une charge de conseiller secrétaire du roi, et de Marie-Thérèse Libert. Baptisée à Lille le 27 mai 1688, l'épouse meurt le 17 novembre 1757. Les deux époux sont enterrés dans le chœur de l'église Saint-Vincent de Marcq-en-Barœul,

#### Seigneurie de la Marlière
Adrien de Waignon, écuyer, fils de Philippe, homme d'armes de la compagnie d'ordonnance de Floris d'Egmont, est seigneur de la Marlière sur Linselles. Il est capitaine au service de Charles Quint. Il meurt en 1561. Il prend pour femme Catherine de Villers, morte après lui.
Antoine de Waignon, écuyer, fils d'Adrien, est seigneur de la Marlière. Capitaine au service d'Espagne, il obtient le 13 avril 1603 des lettres des archiducs Albert  et Isabelle confirmant sa noblesse. Ces lettres rappellent ses états de service en tant que capitaine. Il meurt après 1626. Il épouse Antoinette de la Chapelle, fille de Guillaume, seigneur d'Estampuis, et de Péronne l'Hermite.
Guillaume Ier de Waignon (1594-avant 1643), écuyer, fils d'Antoine, est seigneur de Burge, la Marlière. Baptisé à Linselles le 21 août 1594, il devient bourgeois de Lille le 3 juillet 1620 et meurt avant 1643. Il épouse Catherine le Prevost de Basserode, morte à Lille le 25 septembre 1668, fille de Sébastien, écuyer, et de Catherine de la Grange.
François de Waignon, écuyer, fils de Guillaume Ier, est seigneur de la Marlière. Il meurt célibataire à Lille le 9 janvier 1691, est enterré à Linselles.
François-Guillaume de Waignon (1677-1760), neveu de François, fils de Guillaume II, seigneur d'Holleville, la Barbanderie, et de Marie-Jeanne de Hennin, écuyer, devient seigneur de la Marlière. Baptisé à Lille le 13 octobre 1677, il achète la bourgeoisie de Lille le 6 octobre 1702. Il accède à la fonction d'échevin de Lille, puis de mayeur, administrateur de la Noble-Famille (maison d'éducation de jeunes filles nobles de parents déchus), il meurt à Linselles le 18 octobre 1760, à 72 ans, est enterré dans l'église Saint-André de Lille. Il épouse à Lille le 9 septembre 1702 Marie-Thérèse Hespel  (1676-1715) (famille d'Hespel), fille d'Anselme, écuyer, seigneur de Flencques (sur Houplines) et de Marie verdière. La mariée, baptisée à Lille le 25 avril 1676, meurt à Lille le 28 août 1715, à l'âge de 39 ans.

#### Autres fiefs
D'autres fiefs situés sur Linselles étaient des seigneuries. Ainsi la seigneurie d'Hautevalle, (sur Lincelles, une ferme classée monument historique et une route rappellent son existaence), détenue vers la moitié du XVIIIe siècle par Pierre-Martin Desbuissons, écuyer, qui a épousé Marguerite-Hyacinte Poulle.
Est encore retrouvé le fief d'Hurtembus, parfois associé à celui de Le Becque. Au début du XVIIIe siècle, Pierre-Antoine Wacrenier est seigneur d'Hurtembus et d'Escornette. Il a pour épouse Marie-Madeleine Fruict.
Marc-Antoine Boutillier (1735-1828), écuyer , est seigneur d'Hurtembus dans la deuxième moitié du XVIIIe siècle. Fils de François Boutillier, écuyer, seigneur de Ghelles, capitaine au régiment de La Fère infanterie, bourgeois de Lille, et de Marie-Jeanne-Françoise Wacrenier (fille de Pierre-Antoine ci-dessus), il est baptisé à Lille le 6 mars 1735, convoqué aux assemblées de nobles par ordonnance du 21 octobre 1779, receveur des enfants à la charge de la ville  (sans doute de la ville de Lille), il meurt célibataire à Mouvaux le 7 mai 1828, à l'âge de 93 ans.

### Révolution française
Linselles donne à la Révolution française, un député, Pierre-François Lepoutre, fermier des Wattines.
Le 18 août 1793, dans le cadre de la bataille d'Hondschoote, des combats opposèrent à Linselles les Français aux Alliés coalisés : attaque de la ville tenue par les Français par les Hollandais, reprise par les Français qui furent à leur tour assaillis et vaincus par les Anglais.

### XIXesiècle
Après 25 ans de guerres civiles et militaires, Linselles est un bourg rural de 3 000 habitants. La culture du tabac, le commerce et l'artisanat textile assurent sa prospérité. Les cultivateurs et les marchands fortunés dirigent, font payer les routes et construisent écoles, hospice et orphelinat aidés par les riches propriétaires terriens.
Au milieu du XIXe siècle, la révolution industrielle transforme le bourg rural en petite ville du textile. Les industriels viennent de Lille, Roubaix, Tourcoing. La population atteint 4 800 habitants dont 20 % de Belges.

### XXesiècle
Le XXe siècle est aussi agité que les précédents. La Troisième République se heurte aux royalistes et aux catholiques conservateurs. L'enseignement public est laïcisé. En 1907, la dernière diligence lilloise fait toujours le trajet Lille-Bondues-Linselles. Les querelles politiques s'estompent pendant la Première Guerre mondiale. La région est occupée, la population civile est séparée de ses soldats par la ligne de front proche et elle doit évacuer. La ville perd sa mairie et son église.
Les pertes matérielles et humaines sont considérables et la reconstruction est à peine achevée quand survient la crise économique de 1929.
Le syndrome de la Première Guerre mondiale occupe encore les esprits : le 21 mai 1931, le maréchal Pétain préside à la préfecture du Nord une conférence sur la protection contre d'éventuelles attaques aériennes. Il vient à Linselles assister à des expériences de brouillard artificiel.
Linselles compte alors 5 000 habitants. Une usine disparaît et le chômage s'étend. Les esprits sont désemparés par la défaite de juin 1940, la guerre étant moins meurtrière et dévastatrice pour Linselles que les précédentes mais l'horreur des camps, les années de captivité ou d'occupation, la rende aussi détestable. La libération en 1944 a failli engendrer une guerre civile.
Les guerres ont marqué les esprits et vingt noms de rues l'attestent. En 1962, 58 % des actifs travaillaient dans le textile dont les trois quarts à Linselles. Puis ce tissu économique, existant depuis un siècle, a progressivement disparu (fermeture d'une deuxième filature et d'un tissage).
Linselles a refusé de considérer le déclin industriel comme une fatalité. La première usine Boutemy a été reconvertie en salle des fêtes et en centre sportif. La friche Masurel, en centre-ville, a été réhabilitée en logements. Linselles s'est donnée les moyens d'attirer des urbains, recherchant un cadre de vie agréable et des créateurs d'activités économiques. Sa situation géographique privilégiée, au plan européen (12 km de Lille et 6 de Tourcoing), a permis un important développement des zones d'activités industrielles du Blaton et de la Vignette.
La ville s'est agrandie, embellie et équipée : salles omnisport, plateau multisports, mini stade, salle polyvalente, maison de retraite, Maison Enfance Famille, écoles, collèges, centre jeunesse culture… De l'importante agriculture de l'Ancien Régime, il reste les moulins, la tour pigeonnier de Hautevalle et de belles portes de la rue des Chaudronniers. Sur la place, face à l'église, la municipalité a recréé la fontaine de 1840.

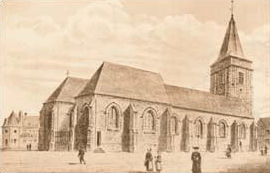
Église de Linselles vers 1910.
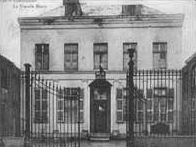
Mairie de Linselles vers 1920.
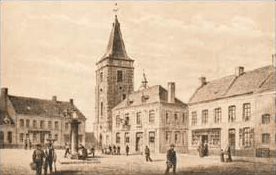

## Politique et administration

### Liste des maires
| Période        | Période           | Identité                      | Étiquette  | Qualité |
| -------------- | ----------------- | ----------------------------- | ---------- | --- |
| 1790           | 1791              | Balthazar-Joseph Lepers       |            | Fermier Bailli de la Cense de la Viescourt                                                                                           |
| 1791           | 1792              | Pierre-François Lepoutre      |            | Député au bailliage de Lille Député aux États généraux membre de l'assemblée constituant                                             |
| 1792           | 1794              | Barthélemy Sigier             |            | Marchand de Lin |
| 1794           | 1794              | Florent Guyot                 |            | Comité de surveillance et révolutionnaire                                                                                            |
| 1794           | 1795              | Auguste-Joseph Vienne         |            | Marchand boulanger |
| 1795           | 1795              | Jacques Philippe Delannoy     |            | Fermier de le Court |
| 1795           | 1798              | Jean-Baptiste Charlet         |            | Agent municipal |
| 1798           | 1800              | Pierre-Joseph Crepel          |            | Agent municipal |
| 1800           | 1826              | Pierre Joseph Rouzé-Lezaire,  |            | Censier des Escalus à Linselles |
| 1826           | 1831              | Pierre Joseph Venant          |            | Marchand de fil de lin |
| 1831           | 1837              | Pierre Joseph Delobel         |            | Nommé par l'Empereur |
| 1837           | 1866              | Jean Baptiste Joseph Lefebvre |            | Cultivateur Fabricant d'huiles Propriétaire                                                                                          |
| 1866           | 1901              | Charles d'Halluin             | Droite     | Notaire Conseiller d'arrondissement (à partir de 1877)                                                                               |
| 1901           | 1910              | Alphonse Hopsomer             |            | Révoqué en 1904, réélu en 1905 |
| 1910           | 1916              | Firmin Bonenfant              |            | Docteur Président de la philarmonie de Linselles                                                                                     |
| 1917           | 1918              | Léon Delacherie               | RG         | Notaire, propriétaire Conseiller général de Tourcoing-Nord (1919 → 1925) Maire faisant fonction                                      |
| 1919           | 1941              | Robert Descamps               | Libéral RG | Industriel (filateur de lin) Conseiller général de Tourcoing-Nord (1925 → 1940)                                                      |
| 1941           | 1947              | Guillaume Descamps            |            | Industriel Administrateur d'Usinor                                                                                                   |
| 1947           | mars 1965         | Paul Delmotte                 | MRP        | Représentant de commerce Député du Nord (1951 → 1955) Conseiller général de Tourcoing-Nord (1945 → 1965)                             |
| mars 1965      | mars 1989         | Michel Deplancke              | SE         | Comptable, directeur de La Croix du Nord Conseiller régional (1973)                                                                  |
| mars 1989      | 15 septembre 2016 | Jacques Rémory,               | DVD        | Dirigeant d'une entreprise de pompes funèbres Adjoint au maire (1983 → 1989) Vice-président de LMCU (1995 → 2008) Décédé en fonction |
| septembre 2016 | mai 2020          | Yves Lefebvre                 | DVD        | Retraité |
| mai 2020       | janvier 2022      | Paul Lefebvre                 | DVD        | Ingénieur d'affaires retraité Ancien premier adjoint au maire Démissionnaire                                                         |
| février 2022   | En cours          | Isabelle Pollet               | DVD        | Clerc de notaire |

### Jumelages
- Willich (Allemagne)
- Zogoré (Burkina Faso) depuis 1987[52].

## Population et société

### Démographie

#### Évolution démographique
L'évolution du nombre d'habitants est connue à travers les recensements de la population effectués dans la commune depuis 1793. Pour les communes de moins de 10 000 habitants, une enquête de recensement portant sur toute la population est réalisée tous les cinq ans, les populations de référence des années intermédiaires étant quant à elles estimées par interpolation ou extrapolation. Pour la commune, le premier recensement exhaustif entrant dans le cadre du nouveau dispositif a été réalisé en 2007.

En 2022, la commune comptait 8 177 habitants, en évolution de −2,14 % par rapport à 2016 (Nord : +0,51 %, France hors Mayotte : +2,11 %).
| 1793  | 1800  | 1806  | 1821  | 1831  | 1836  | 1841  | 1846  | 1851  |
| ----- | ----- | ----- | ----- | ----- | ----- | ----- | ----- | ----- |
| 3 440 | 3 057 | 3 157 | 3 369 | 3 547 | 3 681 | 3 592 | 3 656 | 3 638 |

| 1856  | 1861  | 1866  | 1872  | 1876  | 1881  | 1886  | 1891  | 1896  |
| ----- | ----- | ----- | ----- | ----- | ----- | ----- | ----- | ----- |
| 3 711 | 4 086 | 4 177 | 4 194 | 4 427 | 4 402 | 4 614 | 4 647 | 4 634 |

| 1901  | 1906  | 1911  | 1921  | 1926  | 1931  | 1936  | 1946  | 1954  |
| ----- | ----- | ----- | ----- | ----- | ----- | ----- | ----- | ----- |
| 4 863 | 4 841 | 4 841 | 4 235 | 5 089 | 5 466 | 5 481 | 5 207 | 5 499 |

| 1962  | 1968  | 1975  | 1982  | 1990  | 1999  | 2006  | 2007  | 2012  |
| ----- | ----- | ----- | ----- | ----- | ----- | ----- | ----- | ----- |
| 5 522 | 5 796 | 6 504 | 6 754 | 7 674 | 7 876 | 8 197 | 8 242 | 8 104 |

| 2017  | 2022  | - | - | - | - | - | - | - |
| ----- | ----- | - | - | - | - | - | - | - |
| 8 371 | 8 177 | - | - | - | - | - | - | - |

#### Pyramide des âges
La population de la commune est relativement jeune.
En 2018, le taux de personnes d'un âge inférieur à 30 ans s'élève à 34,7 %, soit en dessous de la moyenne départementale (39,5 %). À l'inverse, le taux de personnes d'âge supérieur à 60 ans est de 25,5 % la même année, alors qu'il est de 22,5 % au niveau départemental.
En 2018, la commune comptait 3 935 hommes pour 4 394 femmes, soit un taux de 52,76 % de femmes, légèrement supérieur au taux départemental (51,77 %).
Les pyramides des âges de la commune et du département s'établissent comme suit.
| Hommes | Classe d’âge | Femmes |
| ------ | ------------ | ------ |
| 0,6    | 90 ou +      | 1,8    |
| 6,1    | 75-89 ans    | 10,5   |
| 16,0   | 60-74 ans    | 15,7   |
| 22,0   | 45-59 ans    | 22,0   |
| 17,9   | 30-44 ans    | 17,5   |
| 18,4   | 15-29 ans    | 15,8   |
| 18,9   | 0-14 ans     | 16,6   |

| Hommes | Classe d’âge | Femmes |
| ------ | ------------ | ------ |
| 0,5    | 90 ou +      | 1,4    |
| 5,3    | 75-89 ans    | 8,1    |
| 14,8   | 60-74 ans    | 16,2   |
| 19,1   | 45-59 ans    | 18,4   |
| 19,5   | 30-44 ans    | 18,7   |
| 20,7   | 15-29 ans    | 19,1   |
| 20,2   | 0-14 ans     | 18     |

#### Taux de natalité et de mortalité
1. Taux de natalité de 1990 à 1999 (en %) : 13,7 %
2. Taux de mortalité de 1990 à 1999 (en %) : 8,6 %

### Enseignement
Linselles fait partie de l'académie de Lille.

#### Écoles et collèges
La ville accueille :
- 1 école maternelle et élémentaire privée[59] :
  - École maternelle et élémentaire Sainte Marie-Saint Joseph ;

- 1 école maternelle et élémentaire publique[59] :
  - Groupe scolaire Jacques Prévert - Saint-Éxupéry.

- 2 établissements secondaires[59] :
  - Collège Henri Matisse ;
  - Collège Privé Sainte Marie.

- 1 Institut Spécialisé pour l'Épilepsie et les Troubles des Apprentissages[59] :
  - ISETA de Linselles.

## Économie
3518 personnes actives à Linselles / 7958 habitants
352 demandeurs d'emplois
54 commerces
35 professions libérales
83 industries ou lieux artisanats
25 exploitations agricoles
- Au total : 163 entreprises à Linselles

Dynamisme de l'emploi (sur 5) : 3.3
Création d'entreprise (sur 5) : 3.3
Dynamisme du tourisme (sur 5) : 2.3

## Culture et patrimoine

### Lieux et monuments
- La Ferme d'Hautevalle, datée de 1714, et son porche, inscrit à l'inventaire des monuments historiques en 1984[60].

### Patrimoine Chrétien
- L'église De la Nativité Notre-Dame, réalisée de 1923 à 1926 par les architectes tourquennois Jean-Baptiste Maillard et son fils Henri Maillard.
- Calvaire de la rue Castelnau - Situé rue Castelnau, il a été béni le 8 juin 1930.
- Calvaire de la Brasserie - Situé rue de Wervicq au Blaton.
- Calvaire de la Ferme du Moulin - Situé rue de Linselles, son socle est constitué des meules de l'ancien moulin.
- Chapelle-Calvaire de Jésus Flagellé - Aussi nommée "Chapelle du Caillou". Elle est située rue du Maréchal Joffre     Elle est reconstruite en 1953 par le curé de Linselles, Nestor Compère, Antoine Crespel et des ouvriers de l'usine Tiberghien.
- Chapelle Notre-Dame - Aussi Nommée "chapelle Delannoy". Située rue de Wambrechies. Reconstruction en 1951, à l'initiative de l'abbé Tack, d'une ancienne chapelle du XIXe siècle.
- Chapelle Notre-Dame de Délivrance - Aussi nommée "chapelle du petit chemin". Située chemin de la Vigne. Son architecture reproduit en taille réduite l'ancienne chapelle du Triez.
- Chapelle Sainte Barbe - Située chemin de la chapelle Sainte-Barbe.
- Chapelle Saint Roch - Située rue de Wervicq au Blaton. Reconstruction en oculus, intégrée à une habitation, d'une ancienne chapelle.
- Chapelle Virgo Potens, dîte Chapelle du Triez. Située à l'angle de la place de la victoire et de la rue du Maréchal Foch. Sa sculpture est une œuvre d'Henri Derycke. Elle est construite après la seconde guerre mondiale et succède à une chapelle bâtie à cet endroit en 1733 par le maçon Pierre Deroubaix.

### Toponymes Chrétiens
- Abbé Guichard (Rue de l')
- Abbé Lemire (Rue de l')
- Chapelle Bruno (Chemin de la)
- Chapelle Duquesnoy (Chemin de la)
- Chapelle Sainte-Barbe (Chemin de la)
- Christ (Chemin du)
- Croix Blanche (Domaine de la)
- Jeanne d'Arc (Place)
- Martin Luther King (Rue)
- Saint-Vincent de Paul (Rue)
- Sainte Barbe (Rue)
- Sainte-Marie (Cité)

### Pèlerinage des trois Marie
L'église de la Nativité est un des sanctuaires, avec ceux d'Hollebeke et de Dadizele, visités lors du pèlerinage des trois Marie, le 8 septembre. Les trois lieux de cultes présentent la particularité d'être voués à la Nativité de Notre-Dame. On trouve pour la première fois mention de ce pèlerinage en 1380, lorsque Marguerite d'Oultre, abbesse de l'abbaye de Messines, y prend part. À l'origine, ce pèlerinage s'effectuait de nuit, à pied, en partant de Linselles. Aujourd'hui, le pélérinage s'effectue de jour, en autocar.
Au XVIIe siècle, on se rendait aussi en pèlerinage au sanctuaire de Linselles, réputé pour posséder une statue miraculeuse, lors des périodes de sécheresse, pour demander la pluie.

### Personnalités liées à la commune
- Henri Delattre-Libert (1805-1884), maire de Roubaix.
- Patrick Gallois, flûtiste et chef d'orchestre.
- Jean-Pierre Staelens, joueur de basket-ball, champion de France avec Denain en 1965 et 100 sélections en équipe de France.
- Jonas Bering, compositeur techno, label kompakt.

### Héraldique
|  | Les armes de Linselles se blasonnent ainsi : « D'argent à une face de sable. » |

## Pour approfondir